# こいでたく
こいで たく（本名：小出 拓）は、日本の漫画家。東京都出身。男性。血液型はO型。
18歳の頃、模型雑誌『デュアルマガジン』の初期号に消しゴム人形を改造したザブングルを投稿。その後、『装甲騎兵ボトムズ』クメン編の頃から『謎のボトムズ四コマ漫画』の連載でプロデビューし、好評となる。
さくまあきらの発行していた雑誌『マンガハウス』で修行していた。その縁で、さくまの製作したゲーム『桃太郎伝説』の製作にも参加。それから10年後、さくまのゲーム製作10周年記念作品『怪物パラ☆ダイス』でキャラクターデザイナーとして再び招集される。『桃太郎電劇』までの「女湯」の絵も、彼の手によるものだとか。
趣味はおもちゃとプラモデルとゲーム。好きなゲームはテーブルトークRPG経由のボードゲームやオンラインゲームなど。好きな映画は『ブルース・ブラザース』。自身の執筆作『ユルミとシメル』のユルミと同じく、フルーチェが好物らしい。

## 作品リスト

### 漫画
- 謎のボトムズ四コマ漫画（デュアルマガジン） - 『装甲騎兵ボトムズ』のパロディ漫画。
- がりあんわあるど（デュアルマガジン） - 『機甲界ガリアン』のパロディ漫画。ページ漫画。
- ユルミとシメル（フレックスコミックス）
- ダブルゼータくんここにあり（バンダイ出版課 / デンゲキ コミックス）
- RPGなんてこわくない!（RPGマガジン） - テーブルトークRPGの紹介漫画。原作は山本弘が担当。
- RPGこわい（ゲームフィールドコミックス） - テーブルトークRPGのコラム漫画。
- 勇者くん（原作：みんだ☆なお、アスキーコミックス）
- ぎるど見聞録！（ホビージャパンコミックス）
- なんでも!?タイホマン（『ゲーム・オン!』1994年11月号 - 1996年1月号） - 企画・原案：サンライズ。アニメ化とゲーム化も企画されていたが、キャンセルとなった。
- さんかくサモナイト（『ファミ通ブロス』1995年1月号 - 1995年3月号 前編・中編・後編、1995年8月号 - 1996年8月号）単行本未発売
- スーパーロボット大戦α さいこどらいばあず（ブロスコミックス）
- JAF子HG（『月刊ホビージャパン』連載中）
- しゃーまんず・さんくちゅあり（チャンピオンRED いちご） - アリスソフトのアダルトゲームのコミカライズ。
- メタルマックス2（データイースト） - スーパーファミコン用ソフトの取扱説明書。
- カグヤとエコ神サマ（毎日新聞出版『月刊Newsがわかる』2016年4月号 - 連載中）

### 挿絵
- こちら、郵政省特別配達課（ソノラマ文庫 / 著・小川一水）ISBN 4-257-76885-1
- 追伸・こちら特別配達課（ソノラマ文庫 / 著・小川一水）ISBN 4-257-76946-7
- キディ・グレイド 第20話アイキャッチ（Aパート終了＆Bパート開始）

### アニメーション
- 覇王大系リューナイト キャラクター原案（「小出拓」名義）

### コラム
- 中野坂上綺談 B-CLUB → 電撃B-Magazine → 電撃Animation Magazine → 電撃アニマガ